# Долня Пака
Долня Пака (словен. Dolnja Paka) — поселення в общині Чрномель, Південно-Східна Словенія, Словенія. Висота над рівнем моря: 176,5 м.